# Fiat Ulysse
Fiat Ulysse är en stor MPV som tillverkades mellan 1994 och 2010 i två generationer. Modellen var resultatet av det så kallade Eurovansamarbetet mellan Peugeot, Citroën och Lancia.
Första generationen av Citroën Evasion, Fiat Ulysse, Lancia Zeta och Peugeot 806 presenterades år 1994, och fick ett lätt facelift 1998. Det enda som skiljer modellerna åt är utrustningsnivå, samt små kosmetiska detaljer i front- och bakparti för att passa in bättre bland tillverkarnas övriga modeller. Detta är ett perfekt exempel på "badge engineering".
Andra generationen av modellerna presenterades år 2002. Principen var densamma med flexibla och rymliga minibussar till ett någorlunda vettigt pris. Däremot bytte Citroën, Lancia och Peugeot namn på sina modeller till C8, Phedra respektive 807. Ulysse fick behålla sitt namn fram tills modellen slutade tillverkas år 2010. Detta var även året då Lancias modell slutade tillverkas, medan Citroën och Peugeots minibussar levde kvar fram till 2014.
I Sverige sålde Ulysse ganska dåligt. Istället var det Citroën och Peugeot som stod för merparten av försäljningen, trots att Fiaten var billigare. Kanske var det för glest mellan återförsäljarna, eller var det Fiats forna rykte om dålig byggkvalité som spökade? Lancias modell såldes aldrig i Sverige.